# Lamine N’Diaye
Lamine Mamadou N’Diaye (ur. 18 października 1956 w Thiès) – senegalski piłkarz występujący na pozycji pomocnika oraz trener.

## Kariera klubowa
N’Diaye rozpoczynał karierę w 1976 roku w zespole US Rail. W 1980 roku przeszedł do francuskiego klubu SC Orange, grającego w Division 3, a w 1983 roku został zawodnikiem AS Cannes z Division 2. W 1985 roku odszedł stamtąd do ligowego rywala, zespołu FC Mulhouse. W sezonie 1988/1989 awansował z nim do Division 1. W lidze tej zadebiutował 22 lipca 1989 w przegranym 0:3 meczu z Toulouse FC, zaś 26 sierpnia 1989 w zremisowanym 1:1 spotkaniu z Lille OSC strzelił swojego pierwszego gola w Division 1. W sezonie 1989/1990 zajął z klubem ostatnie, 20. miejsce w lidze i spadł z nim do Division 2. W 1993 roku zakończył karierę.

## Statystyki
| Rozgrywki  | Poziom | Kraj    | Mecze | Bramki |
| ---------- | ------ | ------- | ----- | ------ |
| Division 1 | I      | Francja | 28    | 3      |
| Division 2 | II     | Francja | 260   | 57     |

## Kariera reprezentacyjna
W reprezentacji Senegalu N’Diaye grał w latach 1982–1992. W 1990 roku został powołany do kadry na Puchar Narodów Afryki, podczas którego zagrał w meczu z Kamerunem (2:0), a Senegal zakończył turniej na 4. miejscu.
W 1992 roku ponownie wziął udział w Pucharze Narodów Afryki. Wystąpił na nim w spotkaniu z Nigerią (1:2), zaś Senegal odpadł z turnieju w ćwierćfinale.

## Kariera trenerska
W kwietniu 1998 N’Diaye został trenerem francuskiego, drugoligowego klubu FC Mulhouse, z którym w sezonie 1997/1998 spadł do trzeciej ligi. W Mulhouse pracował do grudnia 1998. Następnie, w latach 2003–2006 prowadził kameruński zespół Coton Sport FC. W tym czasie zdobył z nim cztery mistrzostwa Kamerunu (2003, 2004, 2005, 2006), dwa Puchary Kamerunu (2003, 2004), a także osiągnął finał Pucharu CAF w 2003 (porażka z Raja Casablanca).
W styczniu 2008, w trakcie Pucharu Narodów Afryki 2008 zastąpił Henryka Kasperczaka na stanowisku selekcjonera reprezentacji Senegalu. Poprowadził ją w ostatnim meczu fazy grupowej, przeciwko Południowej Afryce (1:1). W październiku 2008 został zwolniony.
Potem trenował marokański Maghreb Fez, a także zespół TP Mazembe, z którym wywalczył dwa mistrzostwa Demokratycznej Republiki Konga (2011, 2012), a także superpuchar tego kraju (2011). Następnie był szkoleniowcem sudańskiego Al-Hilal Omdurman, a także malijskiej drużyny Horoya AC.